# Хартвиг (Бриксен)
Вижте пояснителната страница за други личности с името Хартвиг.
Хартвиг fon Бриксен (на немски: Hartwig von Brixen; * ок. 990; † 31 януари 1039) от знатния и могъщ баварски род Зигхардинги, е епископ на Бриксен (1022 – 1039).

## Биография
Той е син на граф Енгелберт III в Химгау († 1020). Майка му е или Адала Баварска от род Арибони († сл. 1020), дъщеря на пфалцграф Хартвиг I от Бавария († 985), или Адала, дъщеря на граф Мегинхард в Мангфал. Полубрат е на Арибо († 1031), от 1021 архиепископ на Майнц.
През 1000 г. Хартвиг е домхер в домкапитела на чичо му архиепископ Хартвиг фон Залцбург († 1023). През 1022 г. той става епископ на Бриксен.
Хартвиг получава от император Конрад II на 27 юни 1027 г. графството Норитал (Айзак- и Унтеринтал). Той предава управлението на тези собствености още същата година на брат си Енгелберт IV.
През 1028 г. Хартвиг участва в коронизацията на Хайнрих III в Аахен. Той получава от него значителни дарения за църквата в Бриксен.
При епископ Хартвиг се завършва градската стена. Той строи църквата „Св. Михаел“ в романски стил, която е осветена през 1038 г. През 1030 г. той строи бенедиктински манастир в Пустертал. Бриксен е издигнат по неговото време на град и става епископски резиденция град.